# فابر
فابر (انگلیسی: Faber) شرکت لوازم خانگی ایتالیایی است، که در سال ۱۹۵۵ تأسیس شد.